# 林美脉子
林 美脉子（はやし みおこ、1942年 - ）は、日本の詩人。北海道札幌市在住。

## 略歴[1]
- 1942年、北海道滝川市生まれ。
- 1961年（高校3年時）、本名で書いた小説「哀愁」が、谷川俊太郎や田中美知太郎も寄稿した文芸誌「いづみ」に掲載。
- 1963年、同人誌「北限」に掲載された「残り火」が、「文學界」や「文藝」の同人雑誌評で高く評価された。
- 天使女子短期大学から日本女子大学に進み、卒業後は高校の家庭科教師として長く勤務した。
- 1971年、浅野明信主宰の「北海詩人」に入会してから、詩を書き始める。
- 1972年、中田美恵子との共同編集で「アンドロメダ」を創刊。
- 1975年、個人誌「遊郭」を創刊。
- 1970年代後半から、江原光太の主宰した「詩の〈隊商（キャラバン）〉北へ！」に参加し、道内各地で朗読を行った。
- 1982年、第8回ケネス・レクスロス詩賞を受賞。
- 22年余りの断筆を経て、2011年、『宙音』で第45回北海道新聞文学賞詩部門を受賞。
- 断筆期間には、国連の「女子差別撤廃条約」に端を発した高校家庭科教育における男女共修実現、および介護に取り組む。
- 2018年、『タエ・恩寵の道行』で第51回小熊秀雄賞最終候補（受賞者なし）。
- 2021年、『レゴリス／北緯四十三度』で第55回小熊秀雄賞・第24回小野十三郎賞最終候補。

## 作品リスト[1]

### 単行本
詩集
- 撃つ夏（1974年、創映出版）
- 約束の地（1977年、北海詩人社）
- 緋のシャンバラへ（1985年、書肆山田）　※帯・栞文は白石かずこ。
- 新シルル紀・考（1988年、書肆山田）
- 宙音（2010年、書肆山田）
- 黄泉幻記（2013年、書肆山田）
- エフェメラの夜陰（2015年、書肆山田）
- タエ・恩寵の道行（2017年、書肆山田)　※帯・栞文は岡和田晃。
- レゴリス／北緯四十三度（2021年、思潮社）

旅行記
- 悠久の古代紀行 砂に呼ばれて（2024年、書肆子午線）

### 共著
- 狼火　北海道新鋭詩人作品集（1973年、北海道編集センター）
- デュラスのいた風景　笠井美希遺稿集・デュラス論その他（2018年、七月堂）

### 小説
- 哀愁（「北限」、1961年）
- 秋曇り（「北限」、1962年）
- 鎮まる波（「北限」、1962年）
- 残り火（「北限」、1963年）

### エッセイ
- 同じ阿保なら踊らにゃソンソン（「ろーとるれん」終刊号、1977年）
- たとえばはなれ瞽女の唄のように（「思想の科学」、1979年）

## 研究論文
- 岡和田晃「林美脉子という内宇宙（ドキュメント）」（「現代詩手帖」2015年5月号、『反ヘイト・反新自由主義の批評精神』、寿郎社所収、2018年）
- 岡和田晃「林美脉子――宇宙論的サーガ」（「北海道新聞」2017年5月30日号、『現代北海道文学論』、藤田印刷エクセレントブックス所収、2019年）